# Hamilton Smith (sceneggiatore)
Hamilton Smith (Muskegon, 22 ottobre 1887 – Los Angeles, 29 ottobre 1941) è stato uno sceneggiatore e regista statunitense.

## Biografia
Nato nel Michigan, a Muskegon, Hamilton Smith lavorò nel cinema cominciando a scrivere per la Kalem, compagnia per cui girò alcuni film anche come regista. Fu soggettista e sceneggiatore di una serie di film avventurosi e di genere thriller firmati da James W. Horne, scrivendo anche un serial, Fanciulla detective, che aveva tra i protagonisti Ruth Roland, una delle attrici più note del mondo dei serial.
Dal 1916, passò a lavorare soprattutto per piccole case di produzione indipendenti. Il suo ultimo lavoro fu, nel 1922, un soggetto per la Famous Players-Lasky Corporation (la futura Paramount), per il film The Man Unconquerable.
La sua carriera durò dal 1914 al 1922: diresse sette film e firmò la sceneggiatura di 64 pellicole.
Morì a Los Angeles il 29 ottobre 1941 a 54 anni.

## Filmografia

### Sceneggiatore
- The Dance of Death, regia di Robert G. Vignola - cortometraggio (1914)
- The Detective's Sister, regia di George Melford - cortometraggio (1914)
- Nina o' the Theatre, regia di Kenean Buel - cortometraggio (1914)
- The Storm at Sea, regia di Robert G. Vignola - cortometraggio (1914)
- The Devil's Dansant, regia di Robert G. Vignola - cortometraggio (1914)
- Her Bitter Lesson, regia di Robert G. Vignola - cortometraggio (1914)
- The Hate That Withers, regia di Robert G. Vignola - cortometraggio (1914)
- The Leech, regia di Kenean Buel - cortometraggio (1915)
- Fanciulla detective (The Girl Detective), regia di James W. Horne - serial (1915)
- The Affair of the Deserted House, regia di James W. Horne (1915)
- The Apartment House Mystery, regia di James W. Horne (1915)
- The Disappearance of Harry Warrington, regia di James W. Horne (1915)
- The Mystery of the Tea Dansant, regia di James W. Horne (1915)
- Old Isaacson's Diamonds, regia di James W. Horne (1915)
- Barriers Swept Aside, regia di Robert G. Vignola - cortometraggio (1915)
- Jared Fairfax's Millions, regia di James W. Horne (1915)
- Following a Clue, regia di James W. Horne (1915)
- The Trap Door, regia di James W. Horne (1915)
- The Diamond Broker, regia di James W. Horne (1915)
- Ham in a Harem, regia di Chance Ward - cortometraggio (1915)
- The Writing on the Wall, regia di James W. Horne (1915)
- The Thumb Prints on the Safe, regia di James W. Horne (1915)
- The Girl and the Bachelor, regia di Tom Moore (1915)
- The Voice from the Taxi, regia di James W. Horne (1915)
- Mike Donegal's Escape, regia di James W. Horne (1915)
- The Tattooed Hand, regia di James W. Horne (1915)
- The Destroyer, regia di Robert G. Vignola - cortometraggio (1915)
- Ham's Easy Eats, regia di Chance Ward (1915)
- The Clairvoyant Swindlers, regia di James W. Horne (1915)
- Scotty Weed's Alibi, regia di James W. Horne (1915)
- The Closed Door, regia di James W. Horne - cortometraggio (1915)
- The Figure in Black, regia di James W. Horne (1915)
- The Secret Well, regia di James W. Horne (1915)
- The Vanishing Vases, regia di James W. Horne - cortometraggio (1915)
- The Vivisectionist, regia di James W. Horne (1915)
- The Frame-Up, regia di James W. Horne - cortometraggio (1915)
- The Straight and Narrow Path, regia di James W. Horne (1915)
- The Secret Code, regia di James W. Horne - cortometraggio (1915)
- The Riddle of the Rings, regia di James W. Horne - cortometraggio (1915)
- The Substituted Jewel, regia di James W. Horne - cortometraggio (1915)
- A Double Identity, regia di James W. Horne - cortometraggio (1915)
- The False Clue, regia di James W. Horne - cortometraggio (1915)
- When Thieves Fall Out, regia di James W. Horne (1915)
- Under Oath, regia di James W. Horne (1915)
- The Key to Possession, regia di Hamilton Smith (1915)
- The Wolf's Prey, regia di James W. Horne (1915)
- The Man on Watch, regia di James W. Horne (1915)
- The Man in Irons, regia di James W. Horne (1915)
- By Whose Hand?, regia di Hamilton Smith (1915)
- The Dream Seekers, regia di James W. Horne - cortometraggio (1915)
- Earning His Salt - cortometraggio (1916)
- In the Diplomatic Service, regia di Francis X. Bushman (1916)
- Dall'odio all'amore (The Barricade), regia di Edwin Carewe (1917)
- American Maid, regia di Albert Capellani (1917)
- Her Second Husband, regia di Dell Henderson (1917)
- Neighbors, regia di Frank Hall Crane (1918)
- The Power and the Glory, regia di Lawrence C. Windom (1918)
- Just Sylvia, regia di Travers Vale (1918)
- I Want to Forget, regia di James Kirkwood (1918)
- The Zero Hour, regia di Travers Vale (1918)
- The Sea Waif, regia di Frank Reicher (1918)
- Courage for Two, regia di Dell Henderson (1918)
- The Scar, regia di Frank Hall Crane (1919)
- L'isola delle perle (The Man Unconquerable), regia di Joseph Henabery (1922)

### Regista
- The Man Servant (1915)
- The Key to Possession (1915)
- The Guilt (1915)
- By Whose Hand? (1915)
- The Ventures of Marguerite (1915)
- Isle of Doubt (1922)
- The Inner Man (1922)